# Charles Hawtrey (actor de 1914)
Charles Hawtrey (Hounslow, 30 de noviembre de 1914-Deal, 27 de octubre de 1988) fue un actor y humorista inglés.

## Biografía

### Inicios
Su verdadero nombre era George Frederick Joffre Hartree, y nació en el distrito londinense de Hounslow, Inglaterra, siendo sus padres William John Hartree (1885 - 1952) y Alice Crow (1880 – 1965). Tomó su nombre artístico como homenaje al actor Charles Hawtrey.
Tras estudiar en la Academia de Artes Teatrales Italia Conti de Londres, inició su carrera como actor y director.

### Años 1920 y 1930
Hawtrey debutó en el teatro en Bournemouth en 1925. Tenía 11 años cuando actuó en la obra de Frederick Bowyer The Windmill Man. En Londres actuó por vez primera a los 18 años, en el Scala Theatre, en un papel cantado en la ópera juvenil Bluebell in Fairyland, con música de Walter Slaughter y libreto de Seymour Hicks.
En 1931 actuó en Peter Pan en el London Palladium, trabajando junto a Jean Forbes-Robertson y George Curzon. En 1936 representó de nuevo la obra, actuando en este caso con Elsa Lanchester y Charles Laughton, siendo su trabajo bien recibido por la crítica.
Hawtrey actuó también en Bats in the Belfry, una farsa escrita por Diana Morgan y Robert MacDermott, la cual se estrenó en el Ambassadors Theatre el 11 de marzo de 1937. El reparto incluía a Ivor Barnard y Lilian Braithwaite, así como a Vivien Leigh en un pequeño papel. La obra tuvo un total de 178 representaciones en el Ambassadors Theatre antes de pasar al Golders Green Hippodrome el 16 de agosto de 1937.
Siendo niño ya actuó igualmente en el cine, y como adulto, su juvenil aspecto le permitió participar en las películas de Will Hay Good Morning, Boys (1937) y Where's That Fire? (1939). En total actuó en más de 70 películas, entre ellas la dirigida por Alfred Hitchcock Sabotage (1936).
Otro de sus éxitos teatrales fue el papel de Gremio en la producción de Tyrone Guthrie de La fierecilla domada, representada en 1939 en el Teatro Old Vic, y en la que también actuaban Roger Livesey y Ursula Jeans.
Hawtrey fue también un buen músico. Grabó como voz blanca, y fue llamado The Angel-Voiced Choirboy, incluso teniendo ya quince años de edad. En 1930 grabó varios duetos con la soprano infantil Evelyn Griffiths (de 11 años) para el sello Regal. Igualmente, fue un pianista a semi-profesional en las Fuerzas Armadas durante los años de la Segunda Guerra Mundial.

### Años 1940
Hawtrey actuó en la revista musical, protagonizando la pieza de Eric Maschwitz New Faces (1940) en el Comedy Theatre de Londres. New Faces incluía el estreno de la canción "A Nightingale Sang in Berkeley Square", la cual cobró gran fama en los años de la guerra.
Durante y después de la Segunda Guerra Mundial, Hawtrey actuó también en el circuito de Teatros del West End en shows como Scoop, Old Chelsea, Merry England, Frou-Frou y Husbands Don't Count. Hawtrey también dirigió 19 piezas, entre ellas Dumb Dora Discovers Tobacco en el Q Theatre y, en 1945, Oflag 3, un drama bélico coescrito con Douglas Bader.
En la década de 1940, Hawtrey actuó en la serie radiofónica infantil Norman and Henry Bones, the Boy Detectives (emitida por vez primera en 1943) junto a la actriz Patricia Hayes. Más adelante dio voz a Hubert Lane en la series Just William.
Continuó su carrera cinematográfica, pero The Ghost of St Michael's (1941) y The Goose Steps Out (1942) fueron sus últimos filmes con Will Hay. Tras la última cinta solicitó a Hay poder acceder a mayores papeles, a lo que Hay se negó.
Hawtrey también hizo un intento de dirigir cine, realizando What Do We Do Now? (1945), un musical escrito por George Cooper y protagonizado por George Moon. En la misma época dirigió a Flora Robson en Dumb Dora Discovers Tobacco (1946). Ambas películas se creen perdidas.

### Años 1950
En 1956 Hawtrey actuó junto a su futura compañera en la serie Carry On, Hattie Jacques, en la serie cómica de Digby Wolfe Wolfe at the Door. Se emitió desde el 18 de junio al 10 de septiembre.Los programas fueron escritos por Tony Hawes y Richard Waring.
Ese mismo año Hawtrey hizo una breve intervención en Tess and Tim (BBC), una serie de corto recorrido en la que actuaban los artistas de music hall Tessie O'Shea y Jimmy Wheeler. En 1957 actuó en un solo episodio de Laughter in Store (BBC), en esta ocasión colaborando con Charlie Drake y Irene Handl.
Su carrera televisiva obtuvo un gran impulso con The Army Game, una serie en la que encarnaba al soldado 'Professor' Hatchett. La película I Only Arsked! (1958) fue un spin-off de la serie, que Hawtrey abandonó en 1958.

### Años 1960
En la serie televisiva Our House (1960–62) Hawtrey actuaba como Simon Willow. Creada por Norman Hudis, guionista de seis filmes de la franquicia Carry On, trabajaban también en la misma Hattie Jacques y Joan Sims. La serie se emitió con 13 episodios entre septiembre y diciembre de 1960, volviendo al año siguiente con la suma al elenco de Bernard Bresslaw y Hylda Baker. Del total de 39 episodios, solo se conservan tres.
Best of Friends (ITV, 1963) tuvo esencialmente los mismos guionistas y equipo de producción que Our House. Hawtrey volvió a actuar con Hylda Baker, pero esta vez con el papel de Charles. La serie tuvo trece episodios y fue la última en la que Hawtrey hizo un papel regular.
En esa época, Hawtrey se hizo actor regular de la serie cinematográfica "Carry On". Estuvo en la primera, Carry On Sergeant (1958), y en más de otras veinte. Sus personajes llevaban siempre las gafas redondas del intérprete, y su trayectoria en la serie se vio acompañada de sus problemas con el consumo de alcohol.
Mediada la década de 1960, Hawtrey actuó en una gira con el musical A Funny Thing Happened on the Way to the Forum, trabajando junto a su compañero en "Carry On" Kenneth Connor.

### Últimos años
En 1970 actuó junto a Sid James en el film sudafricano Stop Exchange. Después intervino en el programa infantil Grasshopper Island (ITV 1971) junto a Patricia Hayes, Julian Orchard, Tim Brooke-Taylor y Frank Muir. Filmado en Gales y Córcega, trataba de las aventuras de tres pequeños hermanos en una isla deshabitada.
Su última película fue Carry On Abroad (1972). El productor Peter Rogers hablaba de la dificultad de trabajar con Hawtrey debido a su alcoholismo, un problema que se incrementó desde Carry On Cowboy (1965), cinta estrenada en el año en que falleció su madre.
Tras abandonar el cine, Hawtrey actuó en pantomimas en la época veraniega y en shows como Carry On Holiday Show-time, Snow White, Stop it Nurse y Snow White and the Seven Dwarfs. Su última temporada con dichos espectáculos tuvo lugar en 1979.
Hawtrey también actuó en obras radiofónicas escritas por Wally K. Daly para la BBC, actuando con Peter Jones, Lockwood West y Bernard Bresslaw. Las emisiones se titulaban Burglar's Bargains (1979), A Right Royal Rip-off (1982) y The Bigger They Are (1985).

### Muerte
El 24 de octubre de 1988, Hawtrey se desplomó a las puertas del Royal Hotel en Deal, rompiéndose el fémur y siendo trasladado en ambulancia al Hospital Buckland de Dover. Se descubrió que presentaba una enfermedad vascular periférica, una patología arterial secundaria a toda una vida de importante tabaquismo. A Hawtrey se le explicó que debían amputarle las piernas, a lo que se negó. Murió tres días después, a los 73 años de edad, en una residencia en Walmer, cerca de Deal. Sus restos fueron incinerados y sus cenizas esparcidas en el Crematorio Mortlake, cercano a Chiswick.
Hawtrey fue objeto de dos biografías: Charles Hawtrey 1914–1988: The Man Who Was Private Widdle (2002), de Roger Lewis y Whatshisname: The Life and Death of Charles Hawtrey (2010), de Wes Butters.

## Filmografía (selección)
- 1922 : Tell Your Children
- 1923 : This Freedom
- 1932 : Marry Me
- 1933 : The Melody-Maker
- 1933 : Mayfair Girl
- 1933 : Smithy
- 1933 : High Finance
- 1934 : As Good As New
- 1934 : Trouble in Store
- 1934 : Hyde Park
- 1934 : Little Stranger
- 1935 : Murder at Monte Carlo
- 1935 : Boys Will Be Boys
- 1935 : Kiddies on Parade
- 1935 : Windfall
- 1935 : Man of the Moment
- 1935 : Get Off My Foot
- 1936 : Well Done, Henry
- 1936 : Cheer Up
- 1936 : The Brown Wallet
- 1936 : Sabotage
- 1937 : Good Morning, Boys
- 1937 : Melody and Romance
- 1940 : Where's That Fire?
- 1940 : Jailbirds
- 1941 : The Ghost of St. Michael's
- 1941 : The Goose Steps Out
- 1942 : Let the People Sing
- 1942 : Much Too Shy
- 1943 : Bell-Bottom George
- 1944 : A Canterbury Tale
- 1945 : Ten Year Plan
- 1947 : Meet Me at Dawn
- 1947 : The End of the River
- 1948 : The Story of Shirley Yorke
- 1949 : Passport to Pimlico
- 1949 : The Lost People
- 1949 : Dark Secret
- 1950 : Room to Let
- 1951 : Smart Alec
- 1951 : The Galloping Major
- 1952 : Hammer the Toff
- 1952 : Brandy for the Parson
- 1952 : You're Only Young Twice
- 1954 : Five Days
- 1954 : To Dorothy a Son
- 1955 : As Long as They're Happy
- 1955 : Timeslip
- 1955 : Simon and Laura
- 1955 : Man of the Moment
- 1956 : Jumping for Joy
- 1956 : Who Done It?
- 1956 : The March Hare
- 1956 : Tess and Jim (miniserie TV)
- 1956 : Wolfe at the Door (miniserie TV)
- 1957-1958 : The Army Game (serie TV)
- 1958 : Carry On Sergeant
- 1958 : I Only Arsked!
- 1959 : Carry On Nurse
- 1959 : Carry On Teacher
- 1959 : Please Turn Over
- 1960 : Inn for Trouble
- 1960 : Carry On Constable
- 1960 : Our House (serie TV)
- 1961 : Carry On Regardless
- 1961 : Dentist on the Job
- 1961 : What a Whopper
- 1963 : Best of Friends (serie TV)
- 1963 : Carry On Cabby
- 1963 : Carry On Jack
- 1964 : Carry On Spying
- 1964 : Carry On Cleo
- 1965 : Carry On Cowboy
- 1966 : Carry On Screaming!
- 1966 : Carry On Don't Lose Your Head
- 1967 : The Terrornauts
- 1967 : Carry On Follow That Camel
- 1967 : Carry On Doctor
- 1968 : Carry On Up the Khyber
- 1969 : Carry On Camping (1969)
- 1969 : Carry On Again Doctor
- 1969 : Zeta One
- 1969 : Carry On Christmas (telefilm)
- 1970 : Grasshopper Island (serie TV)
- 1970 : Carry On Up the Jungle
- 1970 : Stop Exchange
- 1970 : Carry On Loving
- 1971 : Carry On Henry
- 1971 : Carry On at Your Convenience
- 1972 : Carry On Matron
- 1972 : Carry On Abroad
- 1979 : The Princess and the Pea (corto)
- 1979 : The Plank (telefilm)
- 1981 : Runaround (serie TV)
- 1987 : La Superabuela (serie TV), episodio "Supergran and the State Visit"